# Ciklopentén
A ciklopentén a cikloalkének közé tartozó szerves vegyület, összegképlete C5H8.  Színtelen, benzinre emlékeztető szagú folyadék.
A szerves oldószerek többségében, többek között etanolban, dietil-éterben, petroléterben is benzolban is oldódik, de vízben csak nagyon kis mértékben oldódik (23 °C-on csak 160 ppm).
Iparilag szinte kizárólag csak ciklopentadién szelektív hidrogénezésével állítják elő, ehhez kiindulási anyagként diciklopentadiént vagy a kőolajfinomítás során nyert teljes C5-frakciót használják. A reakció általában gázfázisban hordozóra felvitt fémkatalizátorok, vagy folyadékfázisban homogén vagy heterogén katalizátorok jelenlétében megy végbe.
Ciklopentént iparilag nagy mennyiségben állítanak elő, műanyagok készítéséhez használják fel monomerként, és számos kémiai szintézishez is alkalmazzák.[forrás?]
Vinilciklopropánból állítható elő vinilciklopropán-ciklopentén átrendeződési reakcióval:

## Fordítás
- Ez a szócikk részben vagy egészben a Cyclopentene című angol Wikipédia-szócikk ezen változatának fordításán alapul.  Az eredeti cikk szerkesztőit annak laptörténete sorolja fel. Ez a jelzés csupán a megfogalmazás eredetét és a szerzői jogokat jelzi, nem szolgál a cikkben szereplő információk forrásmegjelöléseként.